# Contos de Terror do Parque
Contos de Terror do Parque (nos Estados Unidos Terror Tales of the Park) é uma minissérie que faz parte da série de animação Regular Show, criada por JG Quintel em 2010. Essa minissérie de 4 episódios duplos se popularizou no Brasil através do canal de TV americano Cartoon Network.

## Enredo
Os trabalhadores do parque Maellard criam histórias de terror que geralmente são contadas no dia de Halloween; essas histórias são denominadas ''contos'' e, logo após serem contadas, algo de assustador acontece, dependendo da história.

## Episódios

### Contos de Terror do Parque
É o quarto e quinto episódio da terceira temporada do Regular Show.
Data de exibição (EUA): 10 de outubro de 2011
Data de exibição (Brasil): 31 de outubro de 2012
Escritores: J. G. Quintel, Ben Adams, Andres Salaff, Sean Szeles e Kat Morris
Enredo: Mordecai, Rigby e os outros funcionários contam histórias de terror:
- Boneco Sinistro: Pairulito conta uma história de terror sobre um boneco que adora pintar os rostos das pessoas.
- Morte no Trailer: Musculoso conta uma história de terror sobre um trailer assombrado.
- Dentro de Casa: Rigby conta uma história de terror sobre quando ele é transformado em uma casa depois de jogar ovos na casa de um mago no Halloween.
- Censura no Brasil no último seguimento é censurado quando o musculoso e arrastado pra fora da casa(rigby transformado em casa) em seguida aparece na porta da casa (rigby transformado em casa)sem pele e cai no chão.

### Contos de Terror do Parque II
É o quarto e quinto episódio da quarta temporada.
Data de exibição (EUA): 15 de outubro de 2012
Data de exibição (Brasil): 31 de outubro de 2013
Escritores: Benton Connor, Hilary Florido, Sean Szeles e Kat Morris
Enredo: O pessoal do parque vai a uma festa de Halloween, e no caminho começam a contar histórias de terror:
- A Dívida: o tio de Mordecai morre no retorno da bola de uma pista de boliche.
- Excursão: Mordecai, Rigby, Eillen e Margaret vão a uma festa de Halloween num ônibus-festa, mas todos envelhecem quando o ônibus se movimenta.
- Cara do Papel de Parede: Mordecai e Rigby contratam um homem para colocar papel de parede em sua casa.

### Contos de Terror do ParqueIII
É o oitavo e nono episódio da quinta temporada.
Data de exibição (EUA): 21 de outubro de 2013
Data de exibição (Brasil): 27 de outubro de 2014
Data de exibição (Portugal): 31 de outubro de 2015
Escritores: Calvin Wong, Toby Jones, Benton Connor e Andres Salaff
Enredo: Mais uma vez o pessoal do parque se reúne para contar histórias de terror:
- Essa Cama é de Matar: um assassino se transforma numa cama que Rigby compra.
- A Vingança da Abóbora: Mordecai, Rigby, Musculoso e Fantasmão quebram algumas abóboras e acabam acordando um espantalho maligno.
- O Antigo Dono: Mordecai, Musculoso, Rigby, Fantasmão e Pairulito ficam em casa depois de Benson avisar que um antigo proprietário virá à casa matar quem estiver morando lá.

### Contos de Terror do Parque IV
É o quarto e quinto episódio da sexta temporada.
Data de exibição (EUA): 29 de outubro de 2014
Data de exibição (Brasil): 26 de outubro de 2015
Escritores: Toby Jones, Owen Dennis, Sarah Oleksyk e Minty Lewis
Enredo: Os trabalhadores do parque tentar manter Musculoso acordado, contando histórias assustadoras enquanto ele dirige para visitar sua mãe.
- O Buraco: Pairulito deve ser sacrificado.
- Fazendo Negócios: Depois de Mordecai e Rigby morrerem, Benson tenta fazer com que eles parem de assombrar sua casa.
- Noite de Filmes Assustadora: Mordecai, Rigby, Eileen e CJ ficam presos dentro de um filme.

### Contos de Terror do Parque V
É o décimo e décimo primeiro episódio da sétima temporada.
Data de exibição (EUA): 29 de outubro de 2015
Data de exibição (Brasil): 28 de outubro de 2016
Escritores: Toby Jones, Owen Dennis, Ryan Pequin e Minty Lewis
Enredo: Benson tenta apimentar a festa anual de Halloween do parque por uma máquina de realizar desejos.
- Sr.Chefão: Benson compra uma boneca de TV para que ele faça Mordecai e Rigby trabalharem.
- Pairusomen: Pairulito e os trabalhadores do parque estao em um julgamento com um lobisomem
- Subindo: Fantasmão fica preso em um elevador durante a visita Celia
- Chocolatinho: Mordecai e Rigby são levados em casa de uma bruxa e descobrem um grande segredo.

### Contos de Terror do Parque VI
É o décimo nono e o vigésimo episódio da oitava temporada.
Data de exibição (EUA): 27 de outubro de 2016
Data de exibição (Brasil): 29 de outubro de 2017
Escritores: Sean Glaze, Owen Dennis, Minty Lewis e Ryan Pequin
Enredo: A tripulação Parque encontrar um buraco negro, enquanto contando histórias no Dia das Bruxas.
- Fear Planet: O Pessoal vai parar em um planeta misterioso onde seus piores pesadelos se tornam realidade.
- King-Sizeo Candy Bars: O Pessoal ficam preso dentro de um Castelo amaldiçoado por Vampiros e no final tudo da errado.
- Alien Roommate: O Benson contrata um novo empregado Alien chamado Shannon mais quando o Pessoal crítica ele, ele fica com raiva e começa a matar um por um.